# The Bowler and the Bunnet
The Bowler and the Bunnet è un documentario del 1967 diretto e narrato da Sean Connery.

## Trama
Il documentario analizza la crisi dei cantieri navali di Fairfield's Shipyard del Clyde in Scozia. I tentativi di fronteggiarla attraverso una diversa organizzazione del lavoro e innovative strutture produttive, in grado di ridare competitività ad una industria di illustre tradizione. Sean Connery - che figura anche tra i produttori insieme alla Scottish Television - ce la racconta, passeggiando tra le mastodontiche lamiere dei cantieri navali e giocando a calcio con gli operai, durante la pausa pranzo. La storia del tentativo della fabbrica scozzese, all'alba del 1968, di costruire un rapporto diverso tra i dirigenti (che portano il cappello a bombetta, bowler in inglese) e gli operai (che invece indossano il bunnet, un tradizionale cappello scozzese); da qui il nome del documentario.